# Jørn Hurum

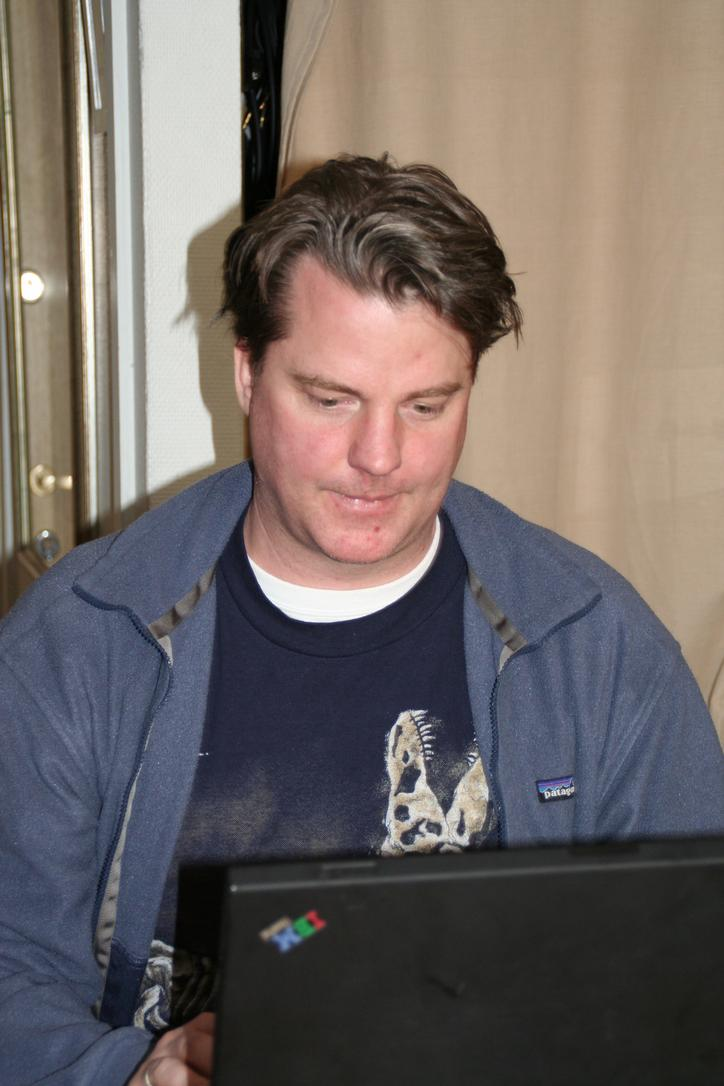
Jørn Hurum 2006

Jørn H. Hurum (* 4. November 1967 in Drammen) ist ein norwegischer Paläontologe und Wissenschaftspopularisator.

## Biografie
Jørn Hurum studierte Paläontologie an der Universität Oslo mit dem Diplom (Kandidat) 1993 und der Promotion 1997, beides mit Arbeiten über Multituberculata der Kreide aus der Mongolei. Danach war er an der Universität Oslo und wurde 2000 Associate Professor und 2013 Professor für Paläontologie am Naturhistorisk Museum der Universität Oslo. Seit 2010 ist er auch Professor an der Universität in Svalbard (University Studies at Svalbard, Longyearbyen), wo er viel Feldarbeit leistet.
Er ist in Norwegen ein bekannter Wissenschaftspopularisator, moderiert den Teil Jørns Ecke (Jørns hjørne) in der Kinder-Fernsehsendung Newton und leitete ein halbes Jahr mit dem Astrophysiker Knut Jørgen Røed Ødegaard die Sendung Hurum and Ødegaard im Radiosender Kanal 24. Für seine populärwissenschaftliche Arbeit erhielt er zweimal (2001, 2009) den Formidlingsprisen der Universität Oslo.
2011 wurde er National Geographic Emerging Explorer und seine Arbeit war Gegenstand von Dokumentationen bei National Geographic und im History Channel (der mit BBC und ZDF kooperierte). Von ihm stammen sieben populärwissenschaftliche Bücher in Norwegen und viele Zeitungsartikel.

## Pliosaurier auf Spitzbergen
Bekannt ist er für Funde von Plesiosauriern, Pliosauriern und Ichthyosauriern auf Svalbard (Spitzbergen). 2007 grub er dort ein 15 Meter langes Skelett von Pliosaurus funkei aus, zu dessen Erstbeschreibern er zählt.
Hurum war im Depot seines Museums in Oslo auf 1931 auf Spitzbergen gefundene Knochen von Schwimmflossen gestoßen, die aber nicht eindeutig zugeordnet werden konnten. 2006 fand man in Spitzbergen an der Südküste des Isfjordes erste Skelettreste, die Ausgrabungen begannen im Sommer 2007 und im Sommer 2008 wurde der Schädel geborgen. Beteiligt war auch der Paläontologe Peter Druckenmiller. Der gefundene Pliosaurier lebte vor 150 Millionen Jahre im Oberjura im sogenannten hispanischen Korridor, der sich damals beim Aufbruch Pangäas zwischen Gondwana und Laurasia auftat, als Spitzbergen noch in gemäßigt-feuchtem Klima etwa auf der geographischen Breite von Oslo oder Hamburg lag, es driftete im Erdmittelalter von 45 Grad geographischer Breite zu 65 Grad Nord. Zur damaligen Meeresfauna gehörten auch Hybodontiformes, Ichthyosaurier, Plesiosaurier und Ammoniten. Das Meer war flach und gelegentlich existierten Inseln, so dass sich auch Dinosaurier-Spuren (Iguanodons aus der Kreide bei Kap Linné am Isfjord) fanden. Der gefundene Pliosaurier jagte wahrscheinlich ähnlich wie der weiße Hai, seine Zähne und Kiefer samt zugehörigen Muskeln waren aber eher mit denen von Krokodilen zu vergleichen. Die hochgerechnete Beißkraft betrug 15 Tonnen pro Quadratzentimeter, zum Vergleich viermal so viel wie bei dem  größten bekannten Tyrannosaurus rex oder zehnmal stärker als der größte weiße Hai, bei dem 1,8 Tonnen gemessen wurden, bei Krokodilen wurden 1,9 Tonnen gemessen und beim Menschen beträgt sie maximal 80 kg.  Die Ausgrabungen im Schiefer waren schwierig wegen der Kürze der zur Verfügung stehenden Zeit im Sommer, dem Permafrost, Gletscher-Fallwinden mit Kälteeinbrüchen, Nebel und der Gefahr durch Eisbären. Gleich bei der ersten Auswertung in Oslo zeigte sich, dass der Condylus des Schädels zweimal größer als bei einem Tyrannosaurus rex war, das Tier war über 15 m lang, rund 45 Tonnen schwer, hatte vier Flossen, wobei die fast vollständig geborgene Vorderflosse alleine eine Länge von rund drei Metern hatte, und der Schädel mit spitz zulaufendem Kiefer war rund 3 m lang. Bis zu diesem Fund galt der Kronosaurus als größter Pliosaurier (in Queensland wurde ein 10 bis 11 m langes Exemplar gefunden). Der weitere Fundbereich verspricht noch viele weitere Funde, es gab anschließend aber rechtliche Probleme, da eine Privatfirma für Fossilienhandel Anspruch auf das Gelände erhob. Man konnte sich aber einigen. Pliosaurier gehören zu den größten räuberischen Meeresreptilien, in derselben Nische wie der später in der Kreide lebende Mosasaurus, der ähnliche Größen erreichte.

## Darwinius
2009 präsentierte er publikumswirksam den Ankauf des frühen Primaten-Fossils Darwinius masillae aus dem Eozän (Alter 47 Millionen Jahre) der Grube Messel, das über Umwege privater Sammler an die Universität Oslo kam. Auch hier gehört er zu den Erstbeschreibern. Den Holotyp nannte er nach seiner Tochter Ida. Seine öffentliche Ankündigung einer „revolutionären“ neuen Entdeckung erwies sich später aus wissenschaftlicher Sicht als übertrieben, da es sich als wahrscheinlich nicht direkt zur Vorfahrenlinie des Menschen und der Affen zugehörig erwies. Ein verwandter 37 Millionen Jahre alter Fund (Afradapis longicristatus) in Ägypten unterstützte eher eine Einordnung als Verwandter heutiger Lemuren.

## Schriften
- Menneskets utvikling, Gyldendal 2004
- mit Torstein Helleve: Ida, Cappelen Damm 2011
- mit Torstein Helleve: Monsterøglene på Svalbard, Cappelen Damm 2012
- mit Torstein Helleve: Sjøskorpionen på Ringerike,  Cappelen Damm 2015
- mit Torstein Helleve: Utrolige dinosaurer, Cappelen Damm 2016